# Unione Sportiva Sanremese Calcio 2005-2006
Questa pagina raccoglie le informazioni riguardanti l'Unione Sportiva Sanremese Calcio nelle competizioni ufficiali della stagione 2005-2006.

## Rosa
| N. |                            | Ruolo | Calciatore           |
| -- | -------------------------- | ----- | -------------------- |
|    | Italia (bandiera)          | C     | Giacomo Avellino     |
|    | Italia (bandiera)          | P     | Giacomo Brichetto    |
|    | Italia (bandiera)          | D     | Silvio Cassaro       |
|    | Italia (bandiera)          | C     | Silvano Cersosimo    |
|    | Rep. Dominicana (bandiera) | A     | José Espinal         |
|    | Italia (bandiera)          | A     | Daniele Federici     |
|    | Italia (bandiera)          | D     | Modestino Feliciello |
|    | Italia (bandiera)          | A     | Damien Florian       |
|    | Italia (bandiera)          | C     | Dino Giannascoli     |
|    | Italia (bandiera)          | C     | Cisco Guida          |
|    | Italia (bandiera)          | C     | Davide Lodi          |
|    | Italia (bandiera)          | A     | Fabio Lorieri        |
|    | Italia (bandiera)          | C     | Emiliano Maddè       |
|    | Italia (bandiera)          | A     | Eros Mangone         |

| N. |                   | Ruolo | Calciatore           |
| -- | ----------------- | ----- | -------------------- |
|    | Italia (bandiera) | A     | Ernesto Marino       |
|    | Italia (bandiera) | C     | Giorgio Minieri      |
|    | Italia (bandiera) | A     | Manolo Mosciaro      |
|    | Italia (bandiera) | A     | Alessandro Musella   |
|    | Italia (bandiera) | C     | Marcelo Roberto Neri |
|    | Italia (bandiera) | C     | Francesco Paonessa   |
|    | Italia (bandiera) | C     | Valentino Papa       |
|    | Italia (bandiera) | P     | Rocco Pellegrino     |
|    | Italia (bandiera) | D     | Lorenzo Peruzzi      |
|    | Italia (bandiera) | C     | Federico Pettinà     |
|    | Italia (bandiera) | D     | Gianluca Romano      |
|    | Italia (bandiera) | A     | Gianluca Russo       |
|    | Cile (bandiera)   | A     | Mauricio Sanguinetti |